# Mincha
Mincha es una localidad chilena ubicada en la comuna de Canela, Provincia de Choapa, en la Región de Coquimbo. El pueblo de Mincha se ubica en la ribera norte del río Choapa en la confluencia con el río Atelcura, a 15 kilómetros. de la ruta Panamericana Norte desde Huentelauquén. Pertenece a la cuenca hidrográfica del Río Choapa. Que está en un cajón profundo en su paso por la Cordillera de la Costa. El único pueblo Colonial de toda la provincia de Choapa donde mantiene una de las iglesias más antiguas del país, declarada Monumento Histórico Nacional el año 1980.

## Etimología
El nombre de Mincha es la derivación de minche, que en mapudungún significa «abajo», lo que expresa bien su localización «bajo el cerro», entre el cerro y el río Choapa. Existe en los libros de bautismo de la Doctrina de Choapa Alta, vecina a la Choapa Baja, con sede en Mincha, la inscripción del bautismo del aborigen "Mincha".

En la Iglesia de Chuapa en trece días del mes de junio de mil setecientos cuarenta y tres, bauticé, puse oleo y crisma a Jacinto, indio de seis meses, hijo legitimo de Antonio Mincha y Petrona Llancamilla. Fueron padrinos Francisco Araya y Dominga Loyola, a quienes advertí el parentesco y su obligación. De que doy fé. Alfonso Flores.

Tal vez Mincha haya sido el nombre de algún lonco o curaca antepasados de los aborígenes Jacinto y Antonio Mincha, ya que hay referencias de pueblos que llevan el nombre de sus jefes, como ejemplo, Melipilla, Malloa, Peumo, entre otros.

### Otros usos de la palabra
La minchah es una oración de los judíos después de mediodía, que corresponde a las nonas de los cristianos.

## Historia
Esta zona estuvo poblada desde hace más de 10 000 años. 

### Holoceno
El Periodo Arcaico de América comenzó hace aproximadamente 10.000 años (8000 a. C.) con los inicios del Holoceno, es decir, cuando terminaron las glaciaciones y duró hasta el surgimiento de la civilización olmeca que se calcula hacia el 1500 a. C. El gran protagonista de este periodo lo constituye la agricultura, que en América surge en tiempos similares al resto del planeta, es decir, antes del 6000 a. C. Alimentos fósiles de maíz, calabaza, patatas, animales domésticos y otros.
Mincha norte tiene a su linda gente de tercera edad y la más longeva fue la señora Rosa Hortencia Ávalos Vivanco con 105 años de edad ya no se encuentra  con nosotros pero fue muy conocida y también se nombró y coronó como la reina del pueblo.

### Complejo El Molle
La cultura Molle mantuvo presencia en el área, conservandose algunos petroglifos .

### Imperio incaico
Esta zona perteneció al Collasuyo inca. Desarrollandose las primeras labores mineras a nivel industrial, durante ese periodo.

### Periodo español
Los primeros antecedentes históricos de Canela indican que fue un sitio de lavaderos de oro que sustentaban la conquista española. Como reconocimiento a sus servicios, el gobernador Alonso de García Ramón (que pasaría a la historia por haber llevado a cabo la pacificación de La Araucanía, en 1605) le concede a Francisco Hernández Ortiz —conquistador español nacido en Villacastín en 1551 y arribado a Chile en 1575—  una merced de tierras, el 6 de noviembre de 1600 (ubicada desde el río Conchalí hasta el río Chuapa y desde la travesía desde la mar hasta  Mincha) . Es decir, se le regalaba la estancia de Conchalí y Chigualoco, actuales haciendas de Conchalí, Agua Amarilla, Millahue y Huentelauquén Sur.   Los antiguos lavaderos de Espíritu Santo provocaron un fuerte interés del gobierno de García Hurtado de Mendoza a mediados de siglo XVI, a los que se sumaron otros hallazgos en sitios como Los Perales, Alhuemilla y Las Palmas. Las ganancias auríferas de Andacollo y Canela rindieron un promedio anual entre 1571 y 1577 de 24.724 pesos de oro de esa época.
Las fuentes documentales que se han conservado hasta nuestros días señalan que el pueblo de Mincha sería considerado como el más antiguo del Valle del Choapa, insertándose en la administración del territorio por parte de la corona española. Las circunstancias fijan el nombre de este, ya que este pueblo era el punto de descanso que hacían los españoles el trayecto entre La Serena y Santiago, el que debido a las amplias distancias en la época, los viajes podían demorar varios días.
En el año 1578 se levanta la primera capilla construida con paja y barro en el tambo de Chalinga dedicada a la veneración del Santo Cristo de la Agonía cuya imagen aún se conserva en ese lugar. Posteriormente en Mincha se construye otra Capilla denominada Nuestra Señora de los Remedios y en 1962, se rige como la parroquia de Choapa La Baja y su iglesia queda bajo la advocación de San Vicente Ferrer, y el asiento minero de Illapel bajo su jurisdicción, como Viceparroquia.

## Iglesia parroquial de Mincha
La Iglesia parroquial Nuestra Señora de la Candelaria de Mincha es un templo católico ubicado en la Plaza de Mincha Norte, en el Pueblo de Mincha. Fue construida entre los años 1741 y 1766 por encargo del Obispo Juan Bravo de Ribero, quien encomendó a la Cofradía de Nuestra Señora de la Luz, una asociación de fieles laicos, la erección de una iglesia dedicada a la Virgen de la Candelaria. En el año 2005 se inauguró una completa restauración realizada sobre ella, en el marco del programa Iluminando Monumentos al Sur del Mundo, contexto en el cual se instaló también un nuevo sistema de iluminación.
En 1864 se realizó en la Parroquia un trabajo pionero acerca de la explotación infantil.